# 안산갈대습지공원
안산갈대습지공원(安山芦苇濕地公園, 영어: Ansan Reed Marshy Park)은 경기도 안산시 상록구 사동에 위치한 습지 공원이다.
국내 최초의 인공 습지로서 1997년 착공하여 2005년 12월 완공한 이 공원은 본래 ‘시화호습지공원’으로 불렸으나, 2014년 4월 관할 주체가 한국수자원공사에서 안산시와 화성시로 나뉘어 넘어가면서, 안산시 쪽과 화성시 쪽을 각각 안산갈대습지공원과 비봉습지공원으로 구분하여 부르게 되었다. 2014년부터 안산갈대습지공원의 람사르 습지 등재를 추진하는 등, 이 공원은 시화호 생태계 회복을 보여주는 척도 역할을 하고 있다.

## 추진 배경
반월국가산업단지와 농지의 확장을 목표로 하는 ‘시화지구 간척사업계획’에 따라 군자만이라고 불리던 이 지역에 1987년부터 1994년까지 시화방조제를 건설하게 된다. 방조제로 물이 가둬진 담수호가 되자 공장 오폐수와 생활하수가 쌓이게 되었다. 농업용수 기준인 화학적 산소 요구량(COD) 8ppm을 훨씬 초과한 평균 17.4ppm에 일부지점은 80ppm이 넘는 등 수질이 급격히 악화되었고 생물들의 폐사도 이어졌다. 이에 ‘죽음의 호수’라는 별명과 함께 생태계 파괴 논란으로 인근 주민과 여론의 비판이 일었다. 그리고 이어진 감사원의 감사에서 한국수자원공사의 감독 소홀로 6979개의 오폐수 배관이 부실시공되어 하루 평균 7000t의 오폐수가 그대로 방류되었고, 안산시의 하수처리장 운영 부실로 역시 오폐수를 그대로 배출한데다, 수자원공사가 환경영향평가에서 이를 5.7ppm의 깨끗한 수질로 축소평가 한 것으로 드러났다. 이로서 한국수자원공사, 안산시, 한강유역환경청, 건설교통부의 관련 공무원 14명을 징계하게 된다. 이어 시화호 살리기에 나섰다. 수질개선 대책으로 하수처리장 증설과 배수갑문을 통한 시범적 해수유통을 실시하면서, 시화호 상류에 인공습지 지대 조성에 나서게 된다.

## 건설
한국수자원공사가 반월천, 동화천, 삼화천이 만나는 시화호 상류의 103만m2에 사업비 268억원을 들여 조성하였다. 이는 습지의 자연정화기능으로 3개의 하천에서 흘러나오는 오폐수를 처리하기 위함이며, 또한 멸종위기 자생수초의 재배지와 야생동물들의 서식지로 활용하기 위함이었다. 최초의 인공습지 조성인지라 경험이 없어 미국의 하자엔지니어링사에 조언을 구해 설계하였다.

## 구성
습지 가운데에는 야생동물들이 쉴 수 있는 인공섬이 있고, 그 주위는 수심이 깊고 갈대가 없는 수중식물과 야생동물의 활동 공간이 있다. 연면적 160평, 2층의 환경생태관은 전시장과 전망대로 이루어져있고, 생태관 앞에는 습지에서 정화된 물이 마지막으로 빠져나가는 생태연못이 있다. 연못 주변에는 붓꽃, 노란꽃창포, 수련등이 핀다. 각종 나무들과 야생초화류를 심은 야생화 꽃길이 있고, 습지를 관찰할 수 있는 1.7km의 탐방로가 마련되어있다. 오리, 해오라기, 장다리물떼새, 황오리, 중대백로 등의 철새를 관찰 할 수 있다.
2014년 4월 수자원공사가 기존 관할 지자체였던 화성시에 64만1815m2를, 안산시에 39만5685m2를 그대로 나뉘어 넘기었다. 그래서
공원은 안산갈대습지공원과 비봉습지공원으로 나뉘게 되었다.

## 영향

### 생태계 회복
2014년 조사결과 조류는 원앙, 황조롱이 등 천연기념물 11종과 멸종위기종 9종 등 111종 2천929개체가 관찰되었고, 이 밖에 멸종위기종 2급인 맹꽁이와 금개구리, 삵, 고라니, 너구리, 멸종위기종 1급 수달,  등이 서식하고 있는 것으로 확인됐다. 이와같이 동물들의 보금자리 역할을 하게 된 것은 그 만큼 먹을거리가 풍부하며 주변 환경이 좋아졌다는 반증이다. 이러한 회복에 힘입어 안산시는 람사르 습지 등록을 추진하기도 하였다.

## 비판 및 논란

### 지자체간 인공 펌프 운영비 갈등
원래 이 곳은 한국수자원공사의 소유지였고, 조성 당시 시화호의 수질관리를 최우선으로 하는 것에 인근 지자체들이 동의하였다. 하지만 2014년 4월 수자원공사가 기존 관할 지자체였던 화성시에 64만1815m2를, 안산시에 39만5685m2를 그대로 나뉘어 넘겼다. 이 습지는 지류 하천보다 고도가 높아 인공 펌프를 통해 물 공급이 이루어진다. 그런데 습지 대부분이 안산시가 된 것에 반해 펌프가 화성시에 위치하게 되었고, 화성시는 펌프장 운영의 조건으로 펌프 전력비 등 유지관리비 월 160만 원 가량을 요구하였다. 이에 안산시는 화성시 시설물에 예산을 지급할 법적 근거가 없다며 불가능하다는 입장며, 화성시는 펌프장을 폐쇄하겠다며 맞서고 있다. 결국 수자원공사가 2014년 10월 말까지는 부담해주기로 했지만 여전히 해결책은 나오지 않은 상태이다. 습지 운영에 대한 생각도 서로 다른데, 안산시는 람사르 습지 등록을 추진하고 있는 반면, 화성시는 인근에 유니버설 스튜디오 코리아와의 연계 사업을 추진 중이다. 이에 람사르 습지 등록으로 인한 개발한 제한을 우려하는 화성시는 습지 지정을 반대하고 있어 갈등의 장기화가 우려되는 상황이다. 수자원공사의 지원이 끝났고 화성시가 일단은 갈대의 죽음을 막기 위해 운영 중이지만 결국 폐쇄한다면 안산시 자체적으로 인공 펌프를 구축한다는 계획이다.

## 갤러리
- 환경생태관 내부
- 환경생태관 내부

## 같이 보기
- 송도갯벌
- 농어촌연구원
- 시화호조력발전소
- 경안천 습지생태공원
- 화성 히어로즈 베이스볼 파크
- 대한민국의 멸종위기 야생 동·식물